# Aktedrilus floridensis
Aktedrilus floridensis är en ringmaskart som beskrevs av Erséus 1980. Aktedrilus floridensis ingår i släktet Aktedrilus och familjen glattmaskar. Inga underarter finns listade i Catalogue of Life.